# Damメチラーゼ
Damメチラーゼ（英: Dam methylase）またはDamメチル化酵素は、5'-GATC-3'のDNA配列中のアデニン塩基にメチル基を付加する、DNAメチル化酵素の一種である（EC 2.1.1.72）。
大腸菌K-12株から見いだされ、元々はDNAアデニンメチル化（DNA adenine methylation; Dam）を担う遺伝子だということからDam遺伝子と名付けられた。ただしその後、DNAアデニントランスフェラーゼ（英: DNA adenine methyltransferase）の頭文字としてDamの名称が利用される論文も出版され、現在ではこちらの説明が論文等でよく記述されている。
アデニンをメチル化する数多くのメチル化酵素としては、Dam以外にも様々な原核生物やバクテリオファージから発見されている。
Damメチラーゼは制限修飾系の一部を構成しないオーファンメチルトランスフェラーゼ（orphan methyltransferase）であり、遺伝子発現を調節する。この酵素は次の化学反応を触媒する。
S-アデノシル-L-メチオニン + DNA アデニン {\displaystyle \rightleftharpoons } S-アデノシル-L-ホモシステイン + DNA 6-メチルアミノプリン

大腸菌由来のDamメチラーゼは、クロマチンプロファイリング技術であるDamIDで広く利用されている。Damを目的のDNA結合タンパク質と融合させてモデル生物でトランスジーンとして発現させることで、目的タンパク質の結合部位を同定することができる。

複製後、DamメチラーゼはGATC部位のアデニンをメチル化する。

## DNAミスマッチ修復における役割
DNA合成時のDNAポリメラーゼのエラーによってミスマッチ塩基対や小さな挿入・欠失が生じた際には、細胞はミスマッチ修復と呼ばれる経路でDNA修復を行う。この際に、細胞は鋳型鎖と新生鎖を見分けなければならない。一部の細菌ではDNAはDamメチラーゼによってメチル化されているため、複製直後はDNAはヘミメチル化（半メチル化）状態となっている。修復酵素MutSはDNAのミスマッチ部位に結合してMutLをリクルートし、その後MutLはエンドヌクレアーゼMutHを活性化する。MutHはヘミメチル化GATC部位に結合してメチル化されていない娘鎖を選択的に切断し、ヘリカーゼとエキソヌクレアーゼによるミスマッチ周辺領域の除去を可能にする。除去部はDNAポリメラーゼIIIによって再合成される。

## 複製の調節における役割
細菌細胞での複製起点（oriC）の発火は、DNA複製が各細胞分裂の間に1回だけ行われるよう保証する機構によって高度に制御されている。その機構の一部は、oriCの反復配列に結合して複製を開始するタンパク質であるDnaAのゆっくりとしたATPの加水分解によって説明される。大腸菌のoriCには5'-GATC-3'配列が含まれるため、Damメチラーゼもこの過程に関与している。DNA複製の直後、oriCはヘミメチル化状態となり、しばらくの間隔離される。再びDNA複製が起こるためには、oriCはこの過程を経た後にDamメチラーゼによって完全にメチル化されなければならない。

## 遺伝子発現の調節における役割
DamはRNAの転写の促進と抑制にも関与している。大腸菌では、下流のGATC配列がメチル化されている場合、転写は促進される。例えば、尿路病原性大腸菌のP線毛（pyelonephritis-associated pili、PAP線毛、腎盂腎炎関連線毛）の相変異は、PAPプロモーターの近位と遠位の2か所のGATC部位のDamによるメチル化によって制御されている。
大腸菌ではDamメチラーゼはタンパク質の調節の役割を果たしていており、Damメチラーゼの遺伝子は非必須遺伝子で、遺伝子をノックアウトしても細菌は生存する。dam遺伝子をノックアウトしても生存が維持されることは、サルモネラやAggregatibacter actinomycetemcomitansでも観察されている。一方でコレラ菌Vibrio choleraeや仮性結核菌Yersinia pseudotuberculosisなどの生物では、dam遺伝子は生存に必須である。Aggregatibacter actinomycetemcomitansでのdam遺伝子のノックアウトはタンパク質ロイコトキシン（leukotoxin）レベルの調節異常と、口腔上皮細胞への侵入能力の低下をもたらす。さらに、歯周病原因菌であるStreptococcus mutansでのDamメチラーゼ欠損の研究からは、齲蝕原性を有するものを含む、103の遺伝子に調節異常がみられることが明らかにされた。

## 構造的特徴
メチルトランスフェラーゼまたはメチラーゼは、9つのモチーフと標的認識ドメイン（TRD）の並び順に基づいて3つのグループ（α、β、γ）へと分類される。モチーフIはGly-X-Glyトリペプチドを含むためGループとも呼ばれ、補因子S-アデノシルメチオニン（SAM）の結合に関与することが示唆されている。モチーフIIはN4、N6-アデニンメチルトランスフェラーゼで高度に保存されており、β2ストランドの最後の残基は負に帯電したアミノ酸で疎水的側鎖がそれに続き、SAMに結合する。モチーフIIIもSAMの結合への関与が示唆されている。モチーフIVは特に重要であり、メチラーゼの特徴付けに関して良く知られている。2つ並んだプロリンを含み、N6-アデニンメチルトランスフェラーゼではDPPYモチーフとして高度に保存されているが、N4-アデニン、C5-シトシンメチルトランスフェラーゼでは変化がある。DPPYモチーフはSAMの結合に必要不可欠であることが知られている。モチーフIVからVIIIは触媒活性に関与するが、モチーフIからIII、Xは補因子の結合に関与する。N6-アデニンメチルトランスフェラーゼの場合、これらのモチーフの並び順はN末端 - X - I - II - III - TRD - IV - V - VI - VII - VIII - C末端であり、大腸菌のDamメチラーゼもこの順序に従う。2015年の結晶学的実験からは大腸菌のDamメチラーゼが非GATC配列にも結合することが示され、メチル化非依存的に転写リプレッサーとして機能している可能性が示唆されている。

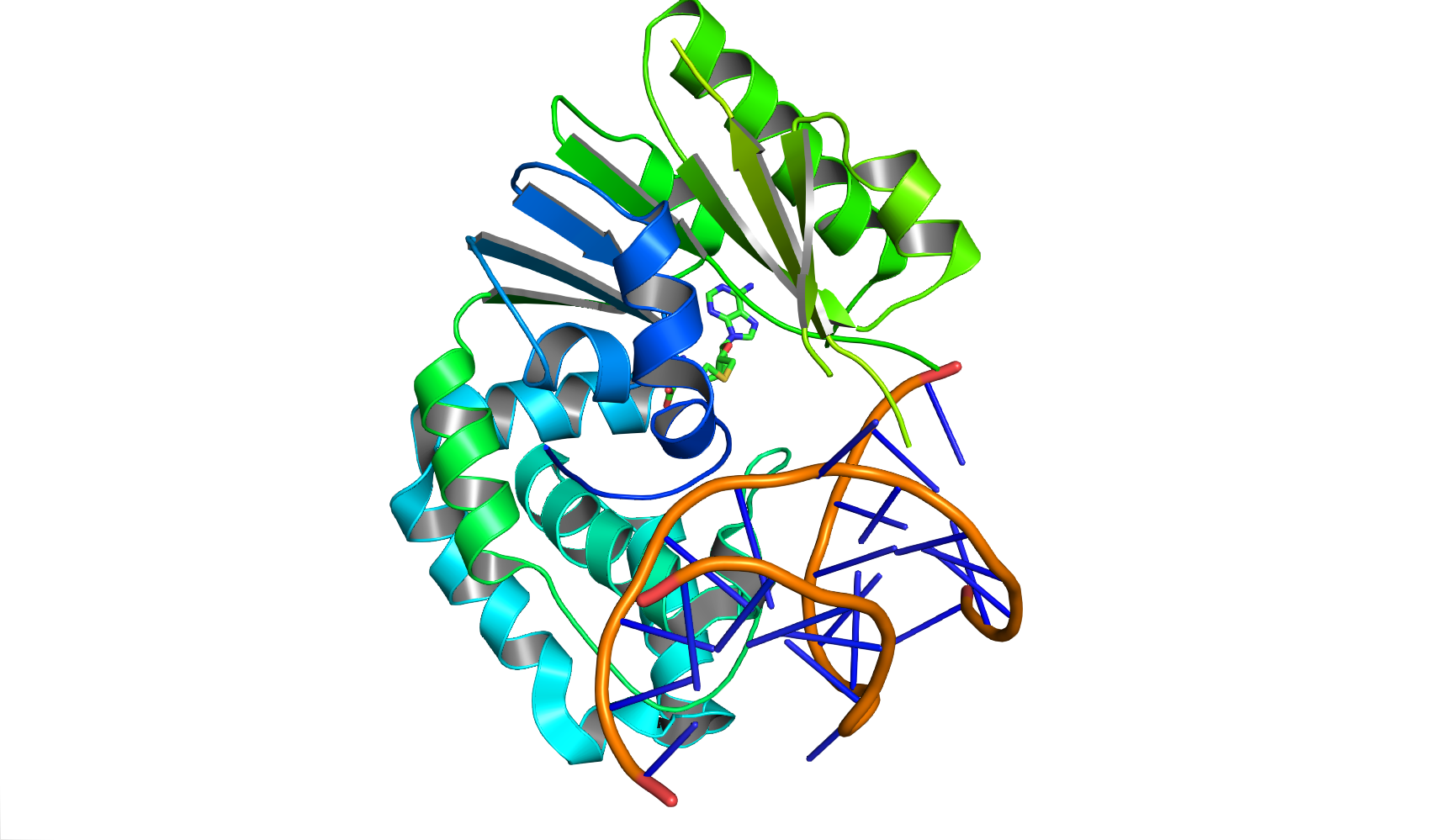
大腸菌Damメチラーゼが二本鎖DNAと阻害剤シネフンギン（sinefungin）に結合した構造。修飾されるアデニンは、二重らせんから酵素の方へフリップアウトした青い棒で示されている。

## オーファンメチルトランスフェラーゼ
Damメチラーゼはオーファンメチルトランスフェラーゼであり制限修飾系の一部を構成しないが、独立して遺伝子発現、ミスマッチ修復、細菌の複製など多くの機能を調節する。これはオーファンメチルトランスフェラーゼの唯一の例ではなく、Caulobacter crescentusや他の関連生物種において5'-GANTC-3'ヘミメチル化DNAをメチル化することで生活環を制御するCcrMなどが存在する。
細菌に存在するものとは別に、ファージにもオーファンメチルトランスフェラーゼは存在し、例えば大腸菌に感染するT2やT4、他のT偶数型バクテリオファージのものが挙げられる。大腸菌とT4のDamメチラーゼには塩基配列の相同性は全くみられないにもかかわらず、アミノ酸配列では11-33残基長の4つの領域で最大64%の同一性がみられ、細菌とファージのメチラーゼ遺伝子は共通の進化的祖先を持つことが示唆されている。T2とT4のメチラーゼは5-ヒドロキシメチルシトシンをメチル化するだけでなく、非典型的DNA部位のメチル化も行う点で、Damメチラーゼとは異なる特徴を持つ。このようなファージが持つオーファンメチルトランスフェラーゼは、in vitroによる特性解析が広く行われているが、生物学的意義については未だ明らかになっていない。